# Knölen en Frödingstorp
Knölen en Frödingstorp (Zweeds:Knölen och Frödingstorp) is een småort in de gemeente Falköping in het landschap Västergötland en de provincie Västra Götalands län in Zweden. Het småort heeft 82 inwoners (2005) en een oppervlakte van 55 hectare. Eigenlijk bestaat het småort uit twee verschillende plaatsen: Knölen en Frödingstorp.